# 너보

공식 로고

너보(NERVO)는 오스트레일리아의 DJ 듀오이다. 미리암과 올리비아는 쌍둥이 자매(1987년 2월 18일 출생)이며 이탈리아 혈통을 갖고 있다.